# Сёр-Трёнделаг
Сёр-Трёнделаг (норв. Sør-Trøndelag) — бывшая провинция (фюльке) Норвегии. Прекратила своё существования 31 декабря 2017 года, когда она была объединена с фюльке Нур-Трёнделаг в единую фюльке Трёнделаг. Располагалась в центральной части страны. Административным центром провинции являлся город Тронхейм. Граничила с фюльке Нур-Трёнделаг, Мёре-ог-Ромсдал, Оппланн и Хедмарк, а также со Швецией на востоке.

## Административно-территориальное деление
Перечень коммун:
- Агденес
- Бьюгн
- Клебу
- Малвик
- Мельдал
- Мельхус
- Мидтре-Гёулдал
- Оппдал
- Оркдал
- Офьорд
- Реннебу
- Рёрус
- Рисса
- Руан
- Сельбу
- Скёун
- Снилльфьорд
- Тронхейм
- Тюдал
- Усен
- Фрёйа
- Хемне
- Хитра
- Хультолен
- Эрланн